# Сельское поселение «Село Чернышено» (Думиничский район)
Сельское поселение «Село Чернышено» — муниципальное образование в Думиничском районе Калужской области.
Административный центр — село Чернышено.

## История
Сельское поселение «Село Чернышено» существует с 2005 года. До этого муниципальное образование называлось «Чернышенский сельсовет».
В 1940 году в него входили с. Чернышено (265*), деревни Лутовня (32), Климово (30), Притычино (20), посёлки Коща (7), Красная Заря (15), Осиновое Болото (13).
После того, как в 1958 г. притычинский колхоз «Верный путь» (39 трудоспособных колхозников) был присоединен к чернышенскому колхозу «Новый путь», все входившие в него деревни постепенно исчезли.
- -число дворов

## Население
| 2010 | 2012 | 2013 | 2014 | 2015 | 2016 | 2017 |
| ---- | ---- | ---- | ---- | ---- | ---- | ---- |
| 728  | ↗743 | ↗754 | →754 | ↘734 | ↘717 | ↘678 |
| 2018 | 2019 | 2020 | 2021 |      |      |      |
| ↘662 | ↘660 | ↗664 | ↘613 |      |      |      |

## Состав сельского поселения
В состав сельского поселения входят:
| № | Населённый пункт | Тип населённого пункта       | Население |
| - | ---------------- | ---------------------------- | --------- |
| 1 | Лутовня          | деревня                      | ↘0        |
| 2 | Чернышено        | село, административный центр | ↘728      |

- Генеральный план СП «Село Чернышено»

## Инфраструктура
В настоящее время на территории СП работают предприятие по производству фанеры (основано в 1910 году) — ОАО «Чернышенский лесокомбинат», и отделение агрофирмы «Хотьково», выкупившей земли и имущество бывшего колхоза «Новый путь» (СПК «Чернышенский»).